# Berteaucourt-les-Dames
Berteaucourt-les-Dames è un comune francese di 1 170 abitanti situato nel dipartimento della Somme nella regione dell'Alta Francia.
L'abbazia di Notre-Dame du Pré o Abbazia di Sainte Marie de Berteaucourt è all'origine dell'evoluzione del nome del comune in Berteaucourt-les-Dames: essa fu fondata nel 1094 da san Gualtiero di Pontoise.
Nel territorio del comune scorre la Nièvre, affluente della Somme.

## Società

### Evoluzione demografica
Abitanti censiti